# Leyes de Preservación de la Paz

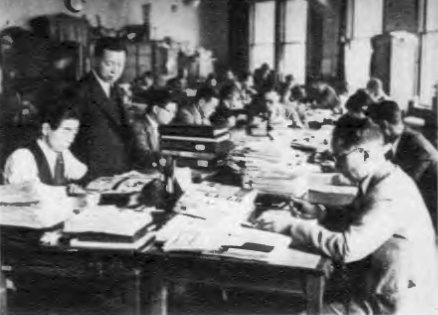
La oficina de la Policía Superior Especial, sección de censura del Departamento de Policía Metropolitana de Tokio.

Las Leyes de Preservación de Seguridad Públicas fueron una serie de leyes impuestas durante el Imperio del Japón. En conjunto, las leyes tuvieron como objetivo suprimir la disidencia política.

## Ley de Preservación de la Seguridad de 1894
La Ley de Preservación de la Seguridad (保安条例 Hoan Jōrei?) de 1894 fue una orden imperial emitida el 25 de diciembre de 1894, y que supuso la supresión del Movimiento por la Libertad y los Derechos del Pueblo. Fue la ley más drástica de todas las leyes ejecutadas tras 1875 y tenía como objetivo contener la oposición política al sistema político oligarca de la época Meiji. Se impusieron restricciones en cuanto a la libertad de prensa, discursos públicos y reuniones políticas. El artículo cuarto de la ley autorizaba al jefe de la policía metropolitana de Tokio a echar de la ciudad a cualquiera que alterase el orden público. A los tres días de la implantación de la ley, 570 personas vinculadas con el Movimiento por la Libertad y los Derechos del Pueblo fueron arrestadas y expulsadas, entre ellas, el futuro gobernador de Tokio Ozaki Yukio. La ley fue derogada en 1898 y reemplazada por una aún más restrictiva: la Ley de Orden Público y Policial de 1900. 

## Ley de Orden Público y Policial de 1900
La Ley de Orden Público y Policial (治安警察法 Chian Keisatsu Hō?) de 1900 fue emitida por la administración del primer ministro Yamagata Aritomo específicamente contra los movimientos organizados de trabajadores. La aprobación de la ley supuso el adiós a la libertad de discurso, asamblea y asociación. Además, también se les prohibió a los trabajadores organizarse y se les eliminó el derecho a huelga. Además, prohibía a las mujeres formar parte de las asociaciones políticas a partir de 1922. Hasta 1926 no se levantará la prohibición que tenía cualquier trabajador para organizarse y poder ejercer su derecho a huelga.
Sin embargo, como la anterior Ley de preservación de seguridad de 1894, La ley de orden público y policial fue usada para eliminar a cualquier disidente político. En 1920, el profesor Morito Tatsuo de la Universidad Imperial de Tokio fue procesado por la publicación de un artículo crítico del anarquismo de Piotr Kropotkin, en el que Morito desarrollaba y exponía ideas anarquistas. Morito Tatsuo pasó tres meses en la cárcel con cargos por traición al sistema del país nipón. Su caso marcó un precedente en la ley de Japón ya que fue culpado de un crimen de discusión de ideas. Era la primera persona que iba a la cárcel por motivos ideológicos. Las drásticas medidas del gobierno fueron intensificadas después del asesinato del primer ministro Hara Takashi en 1921.
La ley de Orden público y policial de 1900 fue complementada por la Ley de Preservación de la Seguridad Pública de 1925. Seguiría en vigor hasta el fin de la Segunda Guerra Mundial cuando fue derogada por la ocupación de las autoridades estadounidenses.

## Ley de Preservación de la Seguridad Pública de 1925
La Ley de Preservación de la Seguridad Pública (治安維持法 Chian Iji Hō?) de 1925 fue aprobada el 12 de mayo de 1925 bajo la administración de Katō Takaaki. La ley fue creada especialmente para luchar contra el socialismo y comunismo. Fue una de las leyes más importantes y transformadoras de la sociedad anterior a la Segunda Guerra Mundial. La ley encontró su mayor apoyo en la figura del ministro de Justicia y futuro primer ministro, Hiranuma Kiichirō.

Cualquiera que ha formado una asociación con el objetivo de alterar el kokutai o el sistema de la propiedad privada, y cualquiera que se haya unido a una asociación así con pleno conocimiento de causa, será sujeto a pena de prisión, con o sin trabajos forzados, por un plazo de no más de diez años.

Al utilizar el término impreciso y subjetivo de kokutai, la ley intentaba mezclar la política con la ética, pero el resultado fue que cualquier forma de oposición política podía ser acusada de alterar el kokutai, con lo que el gobierno tenía carta blanca para condenar cualquier forma de disidencia. 
La renovada actividad del clandestino Partido Comunista de Japón en 1928 dio lugar al Incidente del 15 de marzo, en el que la policía arrestó a más de 1600 comunistas y sospechosos de pertenecer al comunismo amparados por la Ley de Preservación de la Seguridad Pública de 1925. Ese mismo año, el notoriamente anticomunista gobierno japonés presidido por Tanaka Giichi enmendó la ley elevando la condena máxima, que hasta entonces era de diez años de cárcel, a la pena de muerte.
Se creó una sección de policía del pensamiento dependiente del Ministerio de Interior denominada Tokkō, con ramificaciones por todo Japón y en ubicaciones fuera del país donde hubiera altas concentraciones de ciudadanos japoneses, con el propósito de vigilar la actividad de socialistas y comunistas. También se creó una sección de estudiantes, dependiente del Ministerio de Educación, para vigilar a los profesores y estudiantes de las universidades. Desde el Ministerio de Justicia, se nombraron «fiscales del pensamiento» (shiso kenji) para suprimir el delito de opinión, fuera mediante el castigo o la «reconversión» a la ortodoxia a través de la reeducación.
En los años 1930, con un Japón en pleno auge del militarismo y del totalitarismo, cada vez se toleraba menos la disidencia. A principios de febrero de 1941, La Ley de Preservación de la Seguridad de 1925 se reescribió por completo. Las penas para los sospechosos de simpatizar con el comunismo se endurecieron, y, por primera vez, las organizaciones religiosas entraron en el foco del Tokkō. Además, los tribunales de apelación para delitos de opinión fueron abolidos, y el Ministerio de Justicia consiguió la prerrogativa de nombrar a abogados defensores en casos de delito de opinión. Estas nuevas provisiones entraron en vigor el 15 de mayo de 1941.
Desde 1925 hasta 1945 más de 70.000 personas fueron arrestadas por aplicación de la Ley de Preservación de la Seguridad Pública de 1925, pero solo alrededor del 10% fue sometido a juicio. La pena de muerte fue impuesta solo a dos disidentes, al espía Richard Sorge y a su informante Ozaki Hotsumi. La ley de preservación de seguridad pública de 1925 fue derogada después de la Segunda Guerra Mundial tras la ocupación estadounidense.